# シリンイェル競馬場
シリンイェル競馬場（ シリンイェルけいばじょう、トルコ語: Şirinyer Hipodromu シリンイェル・ヒポドロム）は、トルコ・イズミルにある競馬場。1856年に競馬開催が始められたトルコ競馬最古の競馬場である。
競馬場名の「Şirinyer」はトルコ語の音素としては/ʃirinyer/であるが、[ʃiɾinyæɹ̝]のように発音される。日本語話者にはシリニアㇽと聞こえる可能性があり、シリニア競馬場とカタカナで表記されることがある。

## 歴史
シリンイェル競馬場は、イズミルの港湾地区から南の郊外住宅街であるブジャに位置する。
19世紀に国際貿易都市として発展したイズミル（当時の国際名称はスミルナ）には 「レバント人」と呼ばれる西ヨーロッパ出身者のコミュニティが形成されており、ブジャにはイギリス系の人々が集住していた。1856年、イギリス総領事、レバント人やトルコ人の有力者によりスミルナレースクラブ（英語: Smyrna Races Club）が創設され、ブジャの町に隣接するギリシャ人集落パラディソ（Paradiso）の草原で9月23日に最初の競馬が開催された。パラディソ競馬場には観客席やピクニックエリアがあり、西洋式の社交や保養に用いられていて、1863年にはイズミルを訪問したスルタン・アブデュルアズィズに競馬が披露された。
スミルナレースクラブによる競馬開催は第一次世界大戦で中断し、トルコ独立戦争（トルコ革命）後にギリシャ人とトルコ人の住民交換が行われると、パラディソの地名はトルコ語のクズルチュッル（Kızılçullu）、次いでシリンイェル（Şirinyer）に改称された。
1927年、高等競走改良委員会（トルコ語: Yüksek Yarış ve Islah Encümeni）により組織された競馬開催が始まり、1954年、トルコジョッキークラブによる競馬開催が始まった。
1974年、最初のコンクリート造の観客席が建設された。
2007年、トルコで最初のナイター開催が開始された。
2015年、場内の改修工事が行われ、コーナーの曲線緩和や観客席の刷新が行われた。

## コース
左回り。向こう正面の第2コーナー寄りに緩やかなコーナーを設けた五角形の形状をしており、第3コーナーの入り口が80度、第4コーナーの出口が76度のスパイラルカーブとなっている。
外側が1周1750mのダートコース、内側が1周1570mの芝コースで、その内側に1周1480mの調教用ポリトラックコースがある（ジャパン・スタッドブック・インターナショナルのホームページやトルコジョッキークラブの英語ホームページの記載は2015年の改修前の数値）。

## 設備
2棟のスタンド（着席定員1600人）、96m2の大型LEDディスプレイ、48m2の着順掲示板を備える。
敷地面積は約48万平方メートルある。約16万平方メートルの厩舎地区には1270頭分の馬房、競走馬診療所などがある。約32万平方メートルの競馬場地区には、展望レストラン2軒、ガーデンレストラン3軒、ビュッフェ3軒、VIPレストラン1軒のほか、375mのポニー乗馬コース、ピクニックエリア、キッズプレイガーデン、ミニ動物園、ホースセラピーセンターなどがある。駐車場は1000台収容可能。

## 主な競走
| 開催月  | 競走名 | 馬場・距離 | 出走条件 |
| ------- | --- | --- | --- |
| 3月中旬 | エーゲ海ダービー | ダート2100m | サラ4歳以上 |
| 出典    | - “2023 International Cataloguing Standards Book” (英語). IFHA. 2023年7月17日閲覧。 - “Yıllık Yarış Programı” (トルコ語). TJK. 2023年7月17日閲覧。 | - “2023 International Cataloguing Standards Book” (英語). IFHA. 2023年7月17日閲覧。 - “Yıllık Yarış Programı” (トルコ語). TJK. 2023年7月17日閲覧。 | - “2023 International Cataloguing Standards Book” (英語). IFHA. 2023年7月17日閲覧。 - “Yıllık Yarış Programı” (トルコ語). TJK. 2023年7月17日閲覧。 |

## アクセス
- アドナン・メンデレス空港
  - タクシーで25分[6]
  - アドナン・メンデレス空港駅（Adnan Menderes Havalimanı İstasyonu）からイズバンに乗り換え[13]
- イズバン（イズミル近郊鉄道）
  - コシュ駅（Koşu İstasyonu）下車すぐ[14]